# 末永彌六左衛門
末永 彌六左衛門（すえなが やろくさえもん）は、戦国時代の武将。毛利氏家臣、後に吉川氏家臣となった。元は安芸国矢野の国人・野間氏の旧臣であったともいわれる。

## 生涯

### 山里要害の城番
天文24年（1555年）8月22日、彌六左衛門は毛利元就・隆元父子から「山里要害城番」を命じられた。指示書の中で父子は、恩賞の給地は子孫も知行できると約束しており、死の危険がともなう任務であったことをうかがわせている。同様の指示は西実世、新屋実満、蔵田彦五郎らにも出されている。西実世はこの年の4月に滅びた野間氏の旧臣であり、新屋実満および彌六左衛門も同様に野間氏の旧臣だった可能性が指摘されている。
天文24年8月の「山里」地域は、大内氏（陶氏）とこれに反旗を翻した毛利氏の勢力が対峙する極度の緊張状態にあった。彌六左衛門らが城番となった「山里要害」は、たびたび陶方の攻撃を受けたらしい。ともに城番だった新屋実満は、弘治2年（1556年）10月に毛利隆元から山里で給地を与えられている。

### 吉川氏に仕える
彌六左衛門はその後、吉川元春に仕えた。天正5年（1577年）6月、元春から吉浦（現在の広島県呉市吉浦町）で田二町六十歩、畠五段、屋敷八ヶ所を与えられている。吉浦は野間氏の旧領であり、大永年間には水軍を率いた野間刑部大輔という人物がみえる。彌六左衛門は、吉浦にあって吉川氏の水軍を率いたのかもしれない。なお近世の吉川氏家中には、野間家臣を出自とし、岩国転封以前は呉に居住していたという芦浦氏や阿賀氏、呉氏などの水夫がいた。
彌六左衛門の没年は不明だが、死去の報に接した吉川元春が家臣の山縣越前守に対し、憐愍をもって召使う旨を彌六左衛門の遺児・彦九郎に伝えるよう命じている。